# Rudolf Thume
Rudolf Thume (* 24. März 1885 in Böhmisch Leipa, Österreich-Ungarn; † 31. Dezember 1945 in Česká Lípa, Tschechoslowakei) war ein deutscher Fabrikant und Landrat im Landkreis Böhmisch Leipa.

## Leben
Als Sohn eines Fabrikanten für Flachsgarn und später für Weizenstärke sowie des Gründers der Bürgerlichen Brauhaus AG in Böhmisch Leipa geboren, studierte Thume Chemie an der Technischen Hochschule Prag. Während seines Studiums wurde er Mitglied der Prager Burschenschaft Teutonia. Er wurde Diplomingenieur (Dipl.-Ing.) und war Einjährig-Freiwilliger beim Feldkanonierregiment in Prag. Am Ersten Weltkrieg nahm er als Reserveleutnant der österreichischen Armee teil und wurde 1915 Oberleutnant mit Einsätzen in Russland und Frankreich.
1914 übernahm er die Fabrik seines Vaters, die er 1928 verkaufte und daraufhin als Handelsvertreter arbeitete. 1938 trat er der NSDAP bei (Mitgliedsnummer 6.795.483) und im gleichen Jahr der SS bei.
Von 1939 bis 1945 war er Landrat des Kreises Böhmisch Leipa. Nach dem Ende des Zweiten Weltkrieges wurde er interniert und starb Ende 1945 unter elenden Umständen in einem Lager in Česká Lípa.